# حمام ساریقامیش بهی (بوکان)
حمام ساریقامیش بهی بنای تاریخی مربوط به دورهٔ قاجار واقع در منطقهٔ فیض‌الله‌بیگی شهرستان بوکان استان آذربایجان غربی است. این حمام تاریخی در فاصلهٔ ۳۵ کیلومتری شرق شهر بوکان و در مسیر جادهٔ سد شهید کاظمی قرار گرفته‌است.
ورودی و هشتی و بینه و سربینه گرمخانه خزینه خلوتی و سرویس‌های بهداشتی و خلوتی و خزینه و فیلترهای میان در عناصر تشکیل دهنده این حمام هستند. مصالح مصرفی بنا کاملاً بوم‌آورد بوده و از مصالحی مانند آجر و ساروج در ساخت این حمام استفاده شده‌است.
نوع سازۀ این حمام، طاق و گنبد بوده که نوع استفاده از طاق‌های رومی و قرارگیری گنبد بر روی سازه دیوارها با استفاده از فن تبدیل هشت ضلعی فضاهای داخلی به پلان دایره‌ای گنبد است.
شیوۀ آجر چینی طاق و تویزه‌ها نیز از عوامل تزیینی این بنا محسوب می‌شود. مالکیت این بنای تاریخی در سال ۱۴۰۰ شمسی به ادارهٔ میراث فرهنگی بوکان واگذار شد.